# Ligne de Saillat-sur-Vienne à Bussière-Galant
La Ligne de Saillat-sur-Vienne à Bussière-Galant était une ligne ferroviaire française, qui reliait la gare de Saillat - Chassenon à la gare de Bussière-Galant.
Elle constituait la ligne 615 000 du réseau ferré national.
Aujourd'hui, la ligne est déposée.

## Historique
Cette ligne a été déclarée d'utilité publique le 31 décembre 1875 mais non concédée. Une loi du 14 juin 1878 autorise le ministère des Travaux publics à entamer les travaux de construction de cette ligne. C'est l'administration des chemins de fer de l'État qui en assurera la construction et la mettra en service le 28 décembre 1880.
La ligne est cédée par l'État à la Compagnie du chemin de fer de Paris à Orléans par une convention signée entre le ministre des Travaux publics et la compagnie le 28 juin 1883. Cette convention est approuvée par une loi le 20 novembre suivant. En 1933, à la suite du traité créant une communauté d'intérêt financière, commerciale et technique entre la compagnie du PO et celle des chemins de fer du Midi et du Canal latéral à la Garonne, la ligne est intégrée à l'exploitation commune qui en résulte. La SNCF reprend la ligne lors de la nationalisation le 1er janvier 1938.
Le trafic des voyageurs sera supprimé en 1940 et le service des marchandises sera abandonné par étapes.
Dates de déclassement

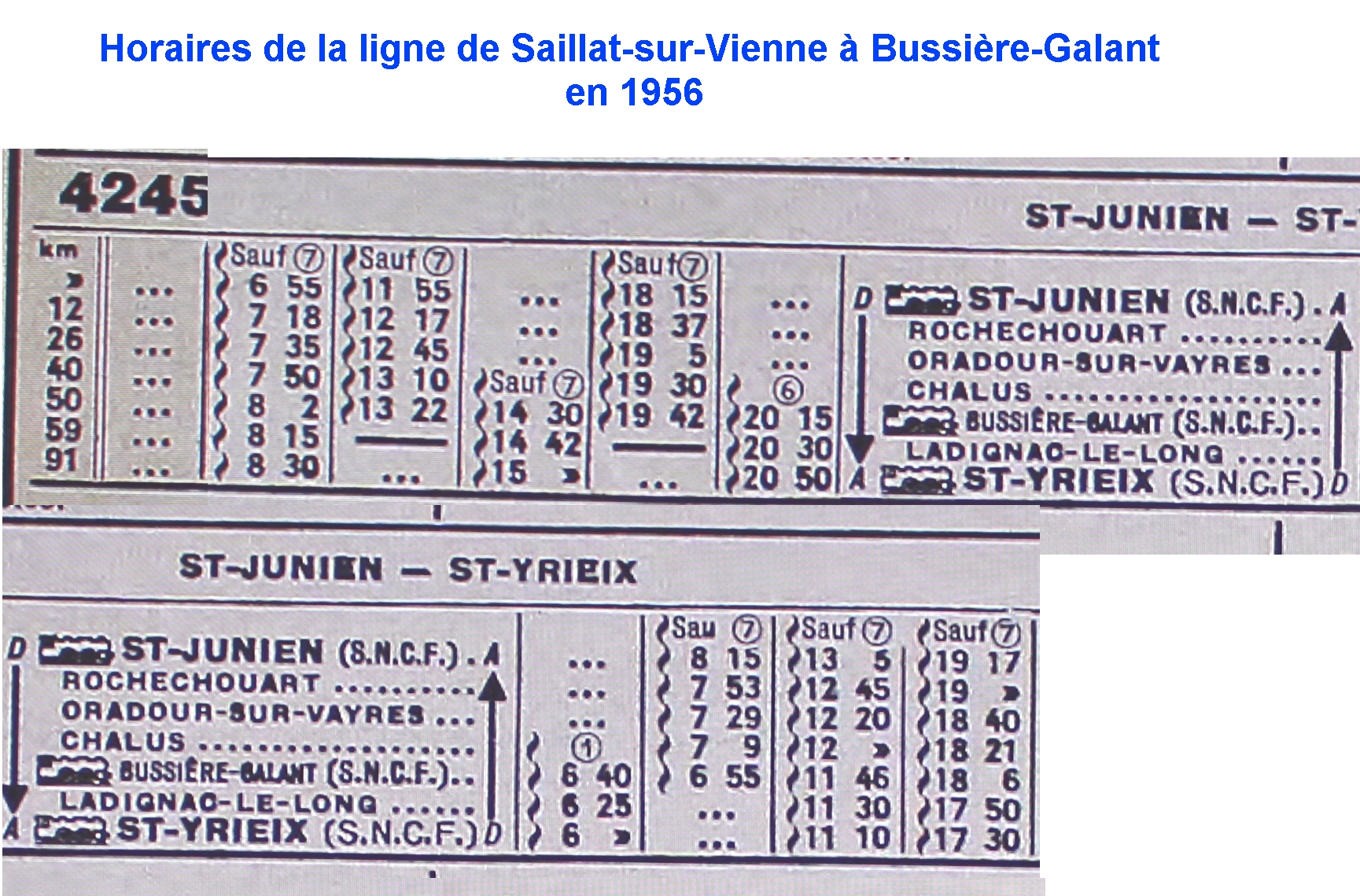
Horaire de la ligne en 1956.

- Rochechouart - Oradour-sur-Vayres (PK 454,200 à 470,500) : 12 novembre 1954[5]
- Section à Rochechouart (PK 453,851 à 454,200) : 1957 ?
- Section à Oradour-sur-Vayres (PK 470,500 à;470,629) : 26 juillet 1973[6]
- Saillat - Chassenon à Rochechouart (PK 447,291 à 453,851) : 17 octobre 1994[1]
- Oradour-sur-Vayres à Bussière-Galant (PK 470,629 à 491,624) : 10 avril 1996[7]

## Ambulant postal

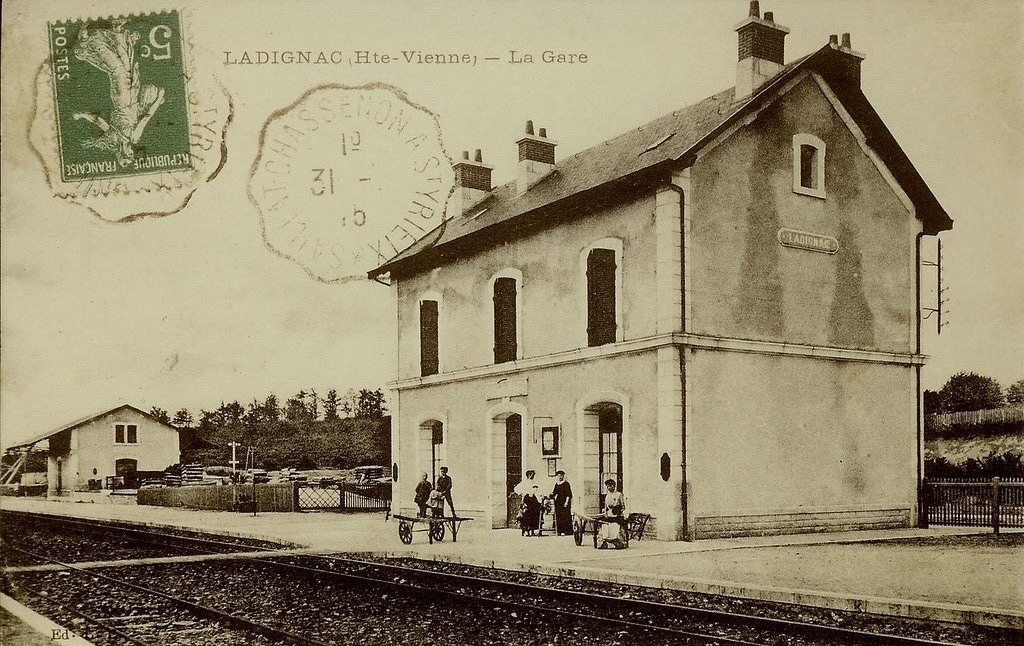
Carte postale de la gare de Ladignac comportant le timbre à date crénelé d'ambulant postal sur ligne de Saillat-Chassenon à Saint-Yrieix daté du 31 décembre 1915.

Un service d' ambulant postal a fonctionné sur cette ligne avant 1920. Les lettres étaient déposées
 
dans les gares et, dans le train, un employé oblitérait la lettre avec un timbre à date rond à créneaux,

 typique des cachets d'ambulants postaux français du début du XXè siècle.

## Aujourd'hui

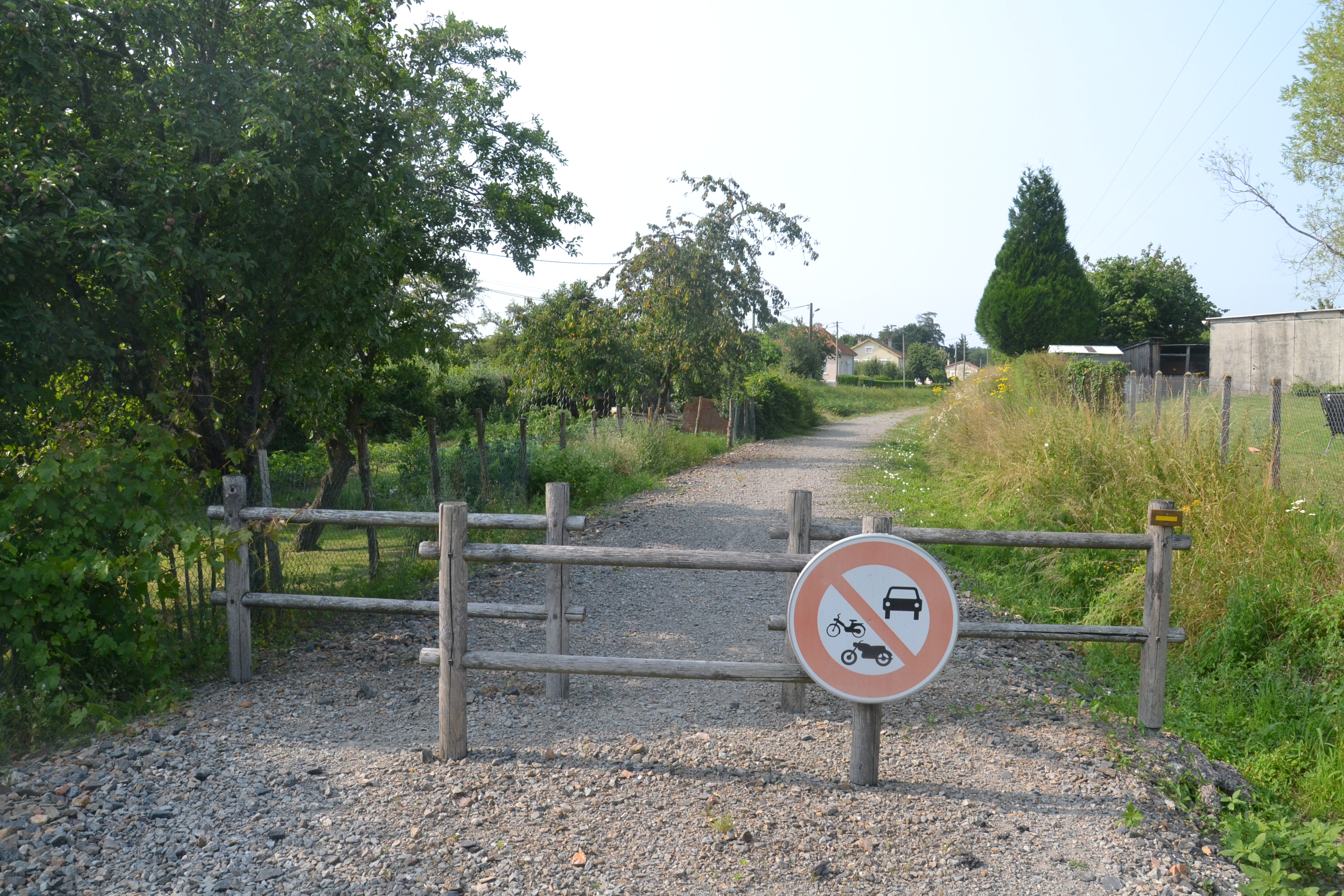
L'ancienne voie à Rochechouart.

De nos jours, le tronçon Oradour-sur-Vayres - Châlus est devenu la voie verte des Hauts de Tardoire goudronnée destinée à la randonnée ainsi qu'au cyclisme touristique.
La section Châlus - Bussière-Galant est toujours ferrée et est maintenant occupée par une activité de vélorail. Une brève section de la ligne a été aménagée en chemin piéton à Rochechouart. Une voie verte est projetée sur le tronçon de Rochechouart à Saillat-Chassenon.

### Les gares de la Ligne

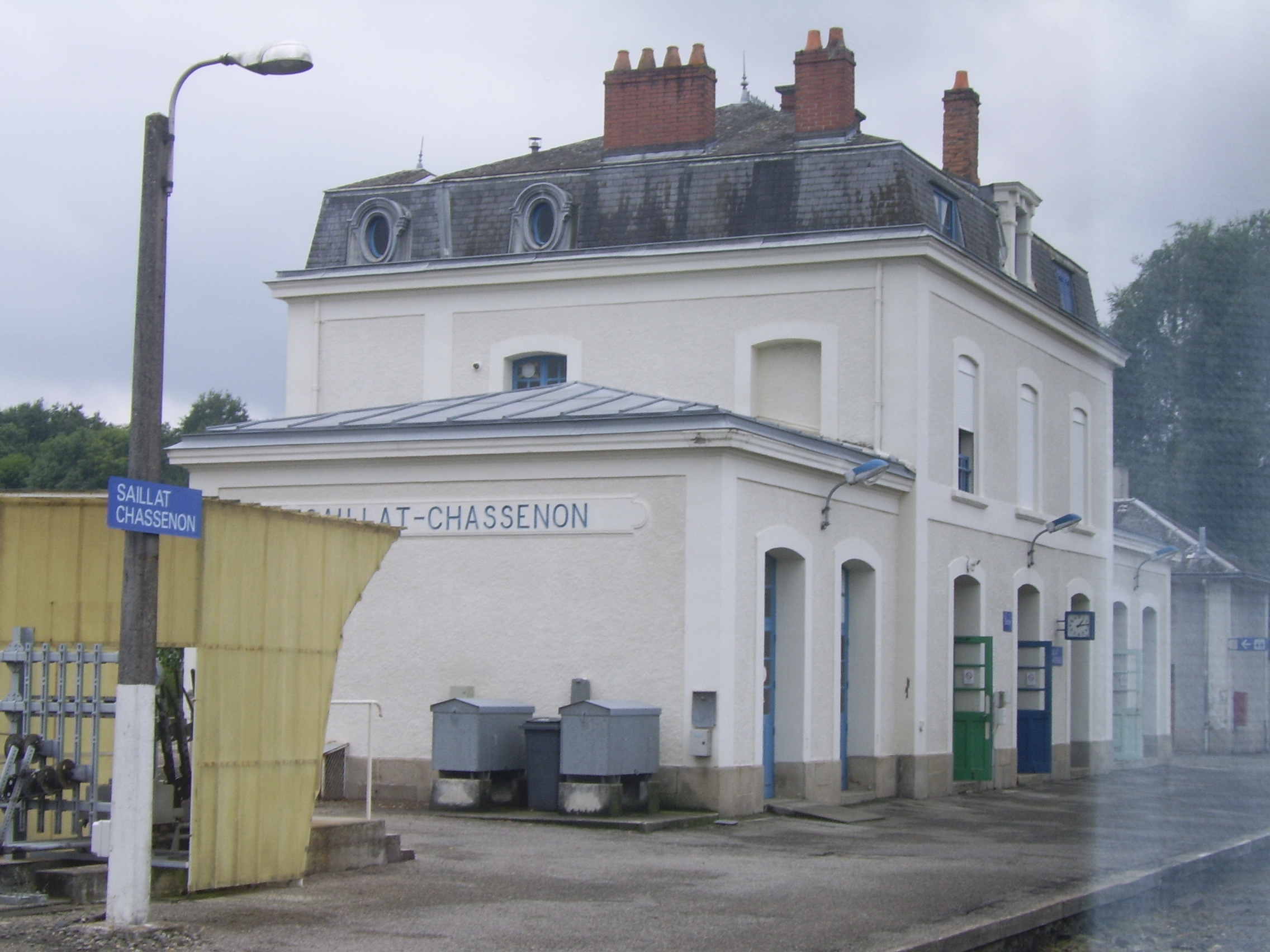
Gare actuelle de  Chassenon.
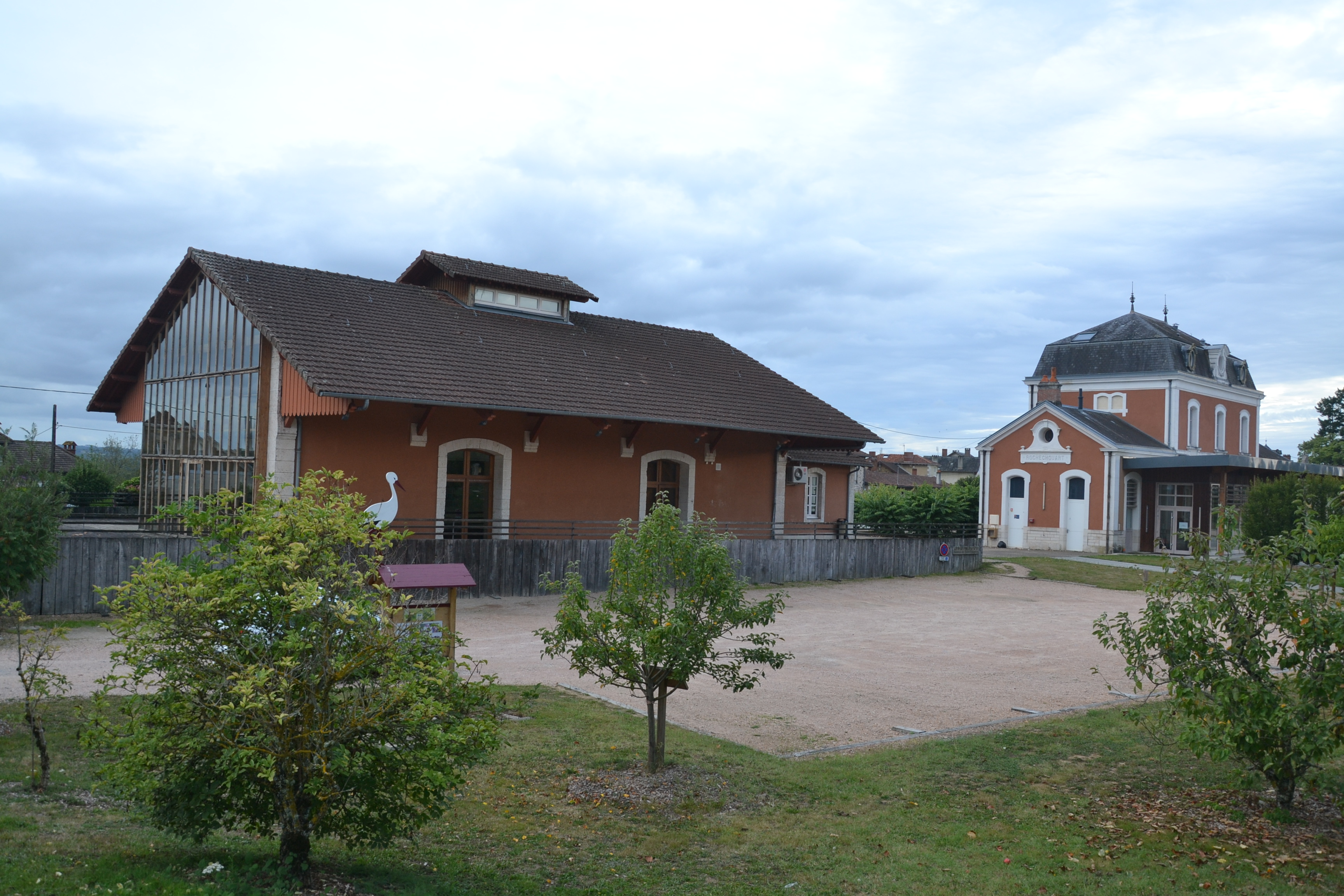
L’ancienne gare de Rochechouart de nos jours devenue une médiathèque (gare de marchandises) et un pôle socio-culturel (gare voyageurs).
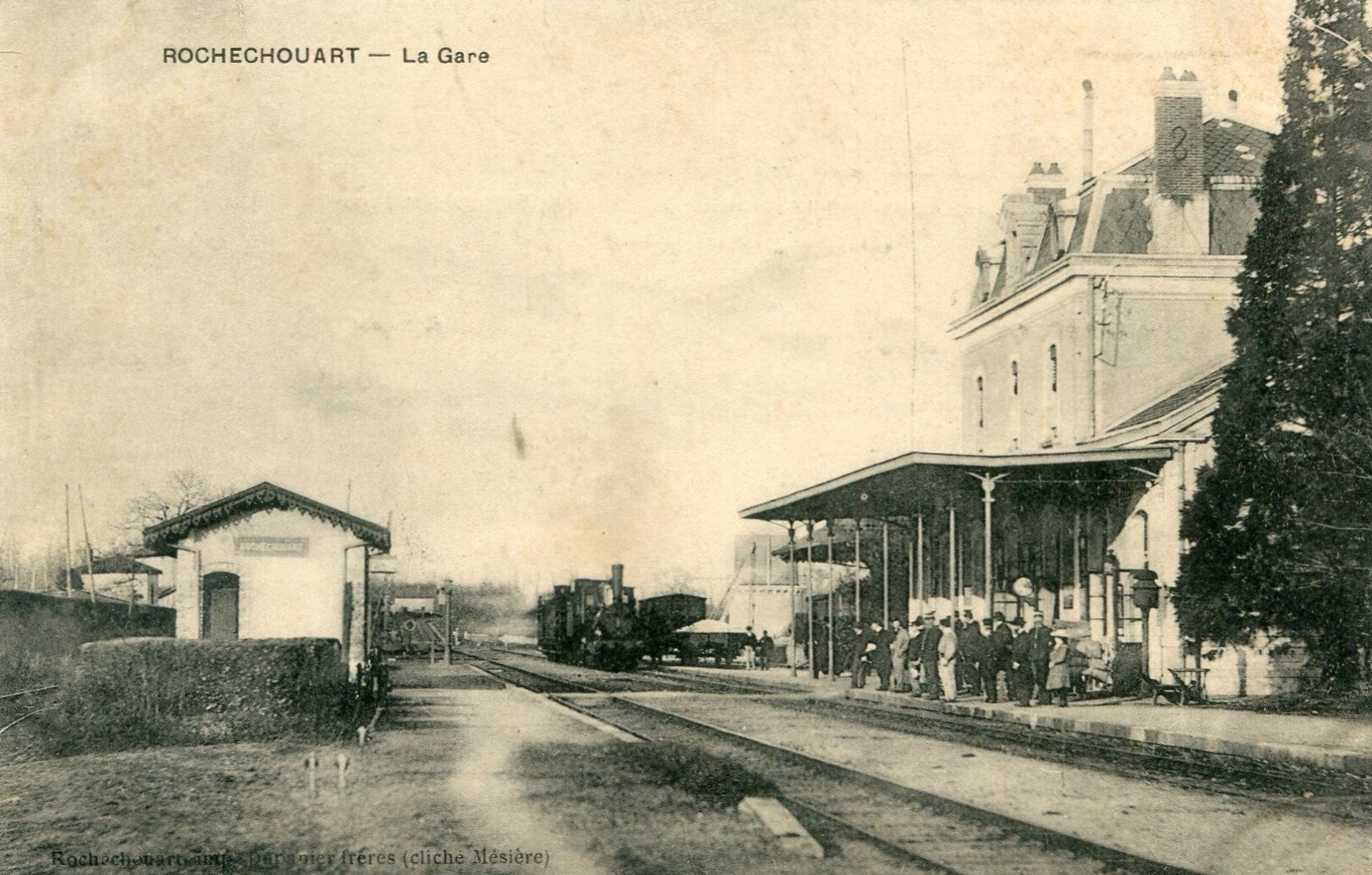
Carte postale de la gare de Rochechouart vers 1910.
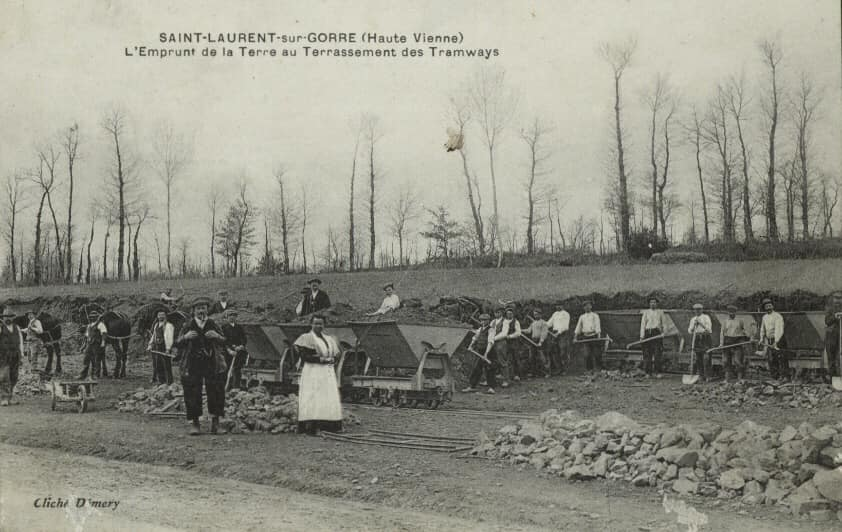
Construction de la ligne de chemin de fer vers 1910 à Saint-Laurent-sur-Gorre .
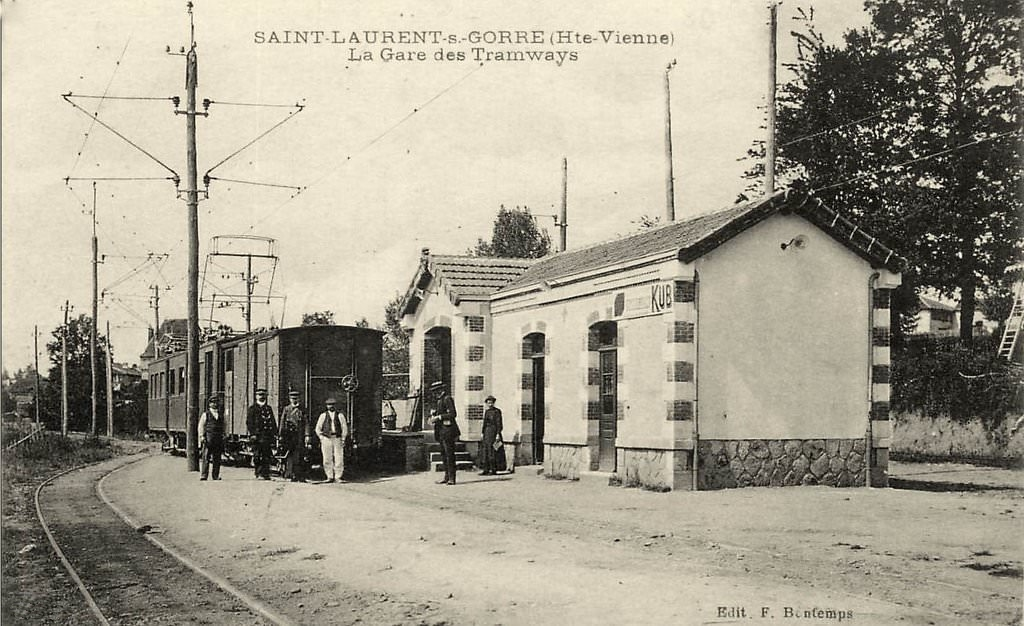
La gare des tramways de Saint-Laurent-sur-Gorre vers 1910.
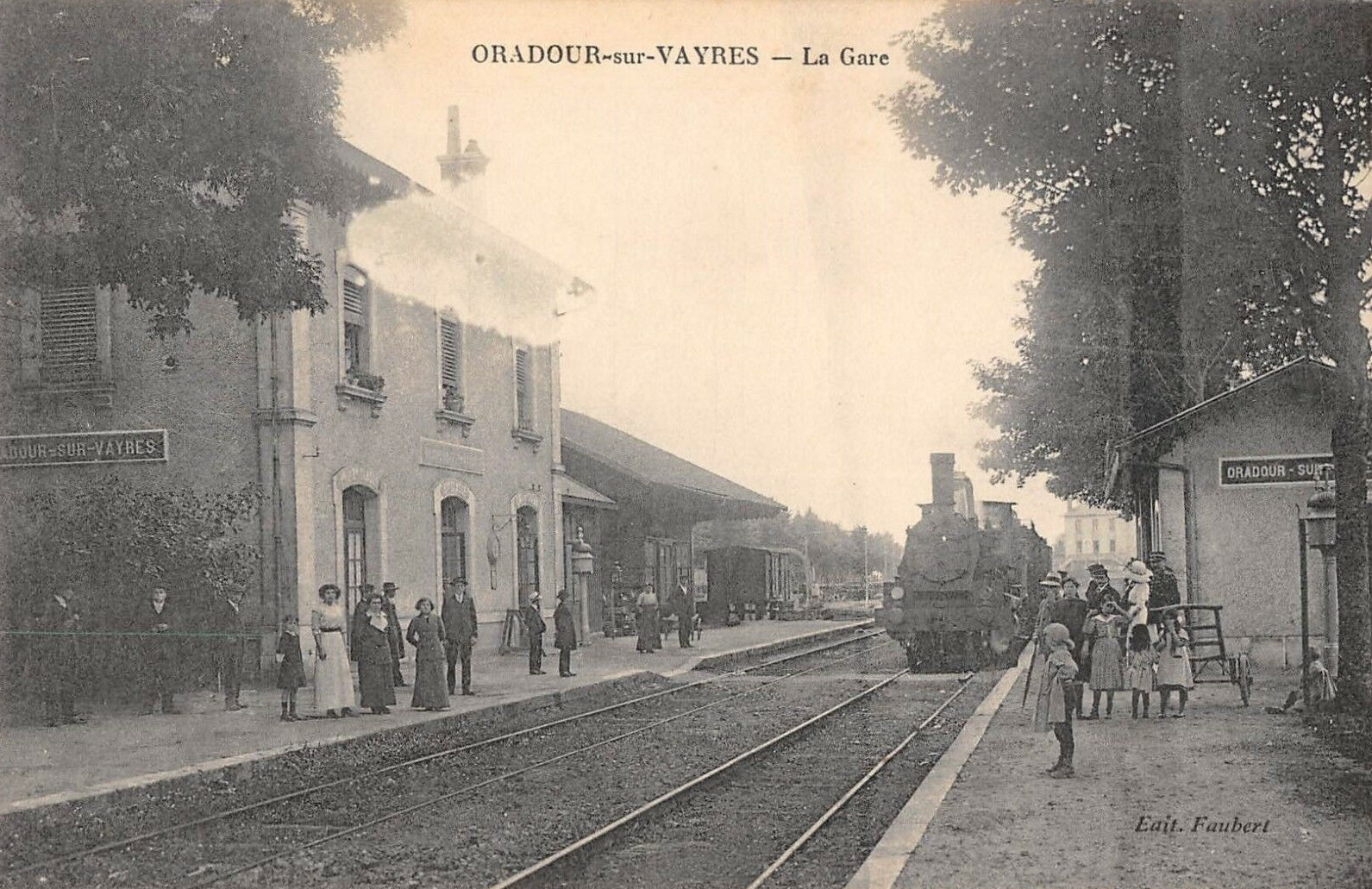
Carte postale de la gare d'Oradour-sur-Vayres vers 1910.
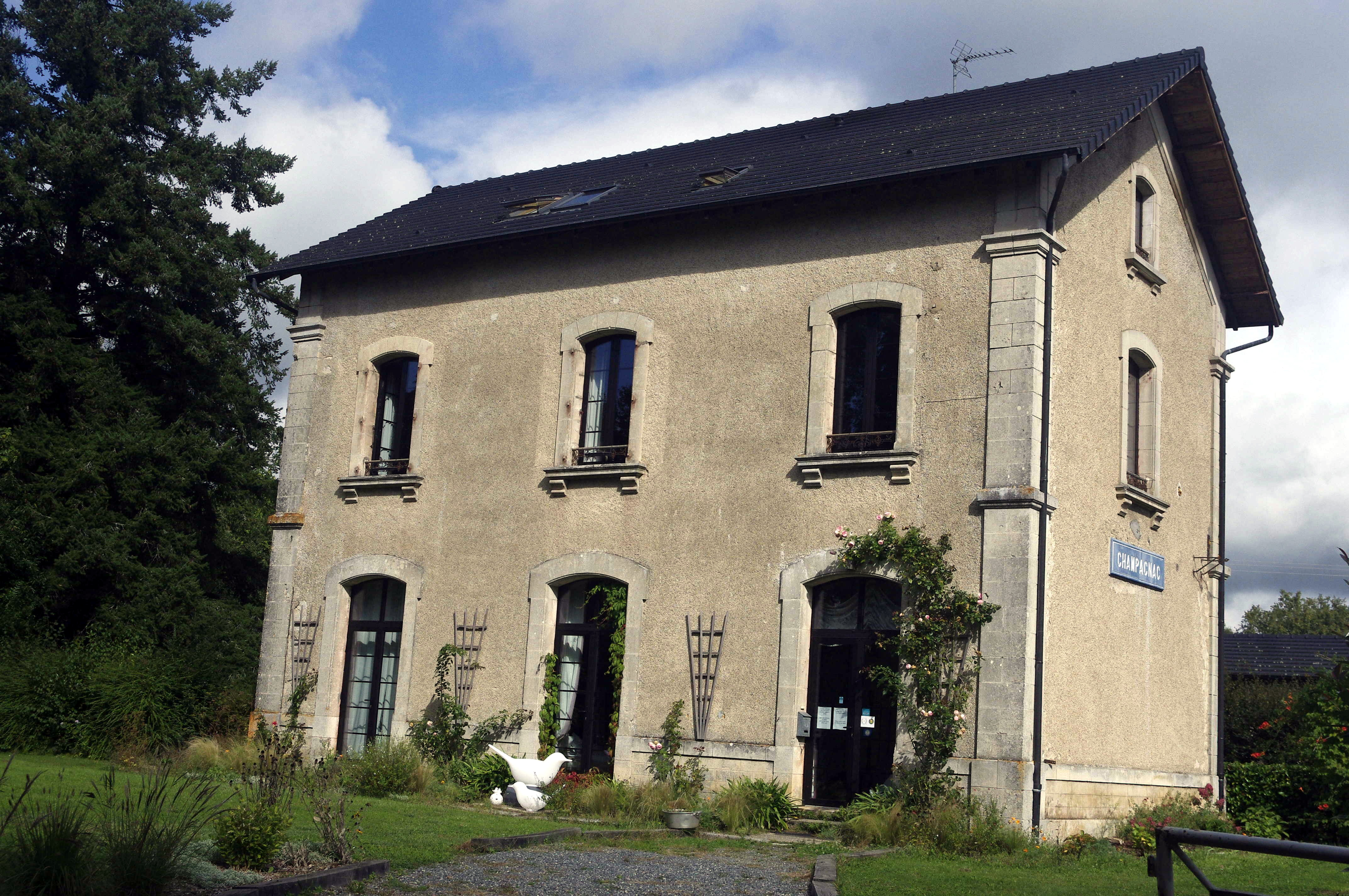
L'ancienne gare de Champagnac la Rivière.
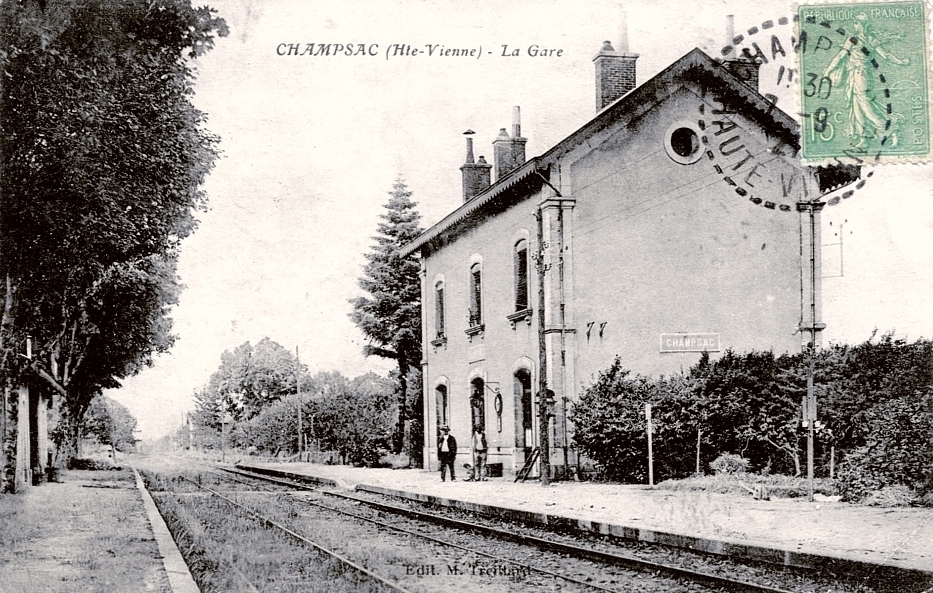
La gare de Champsac en 1921.
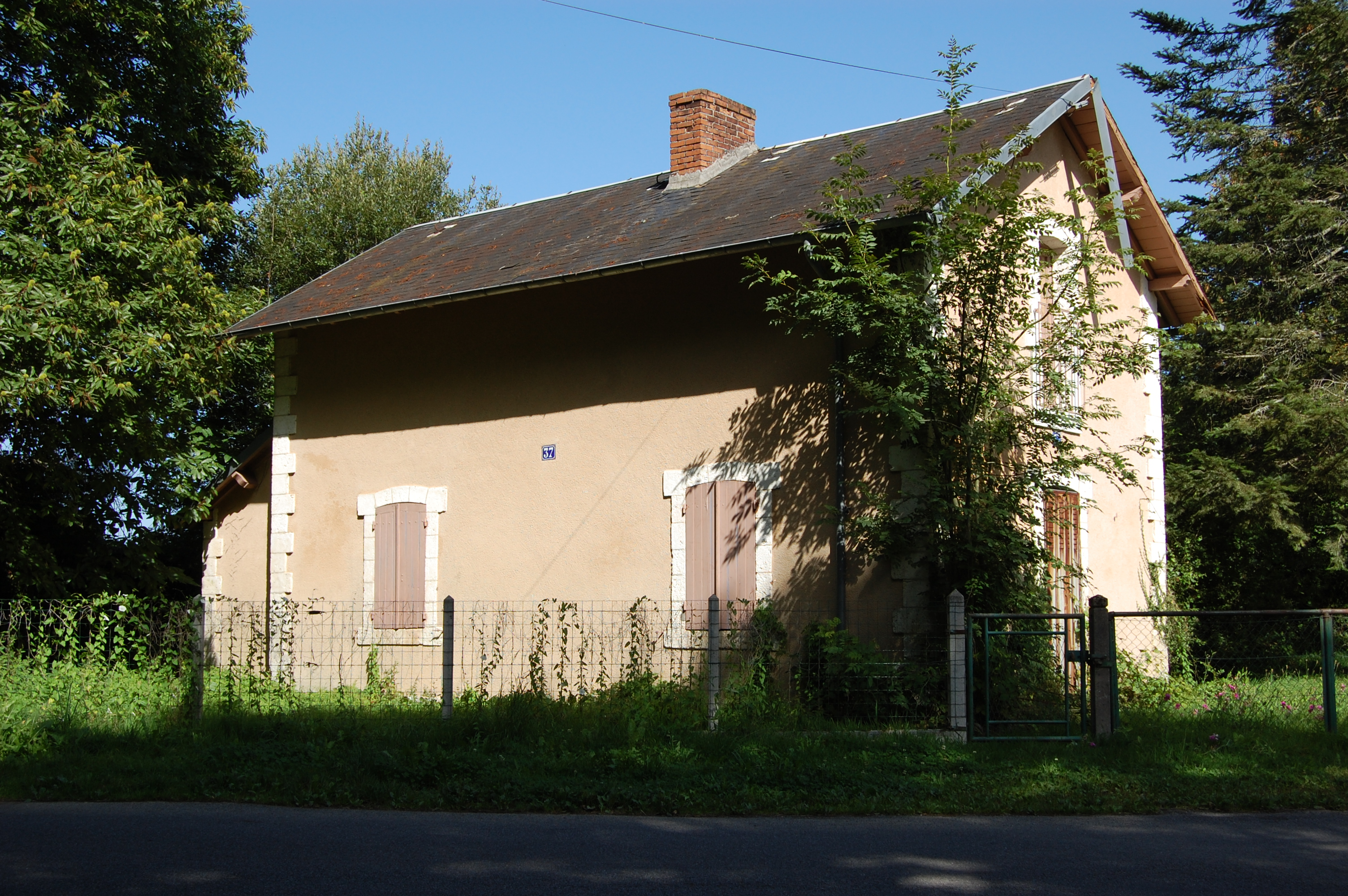
Ancienne maison de garde barrière de la Tranchardie (Châlus).
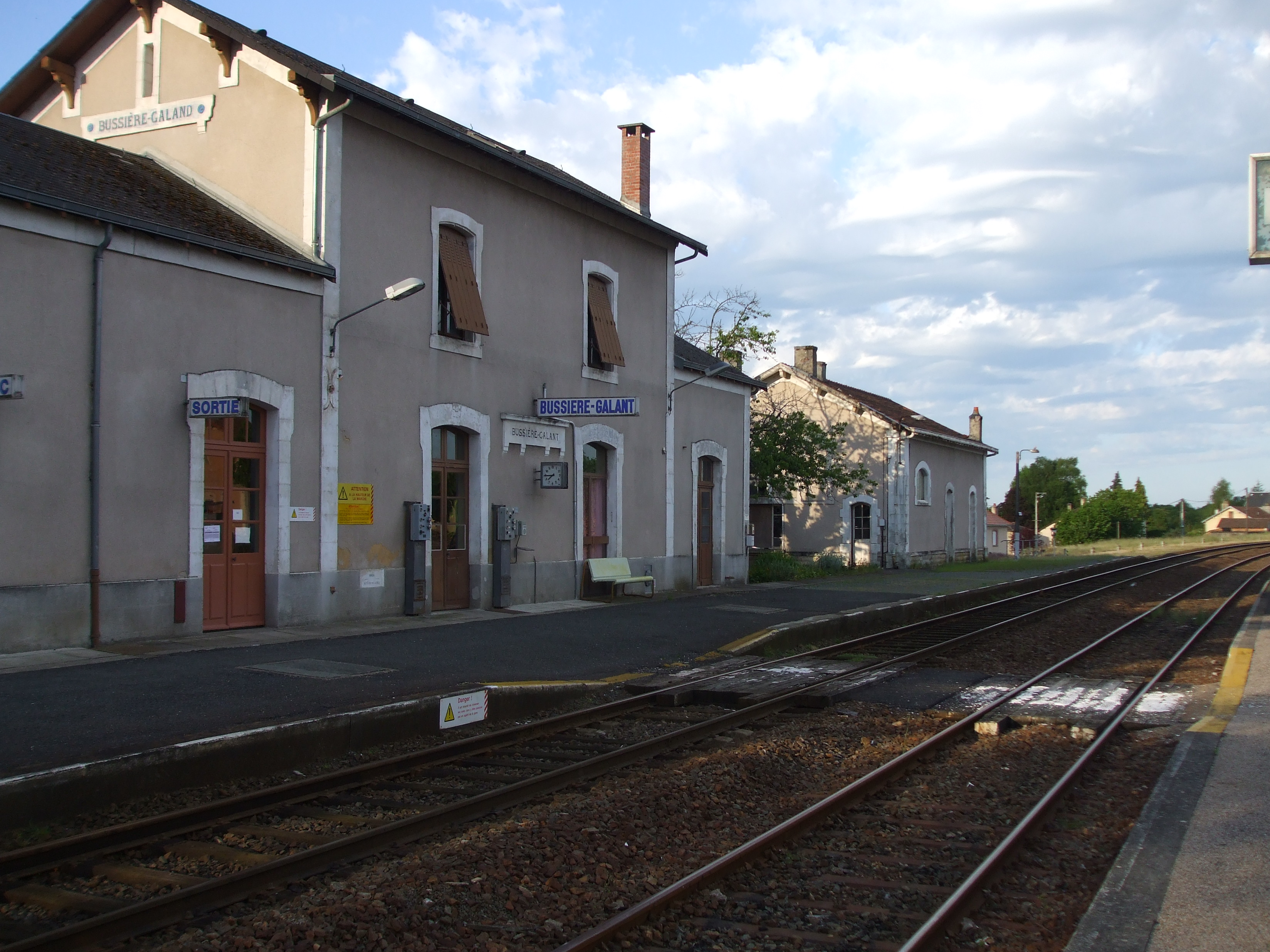
La gare de Bussière-Galant actuelle.
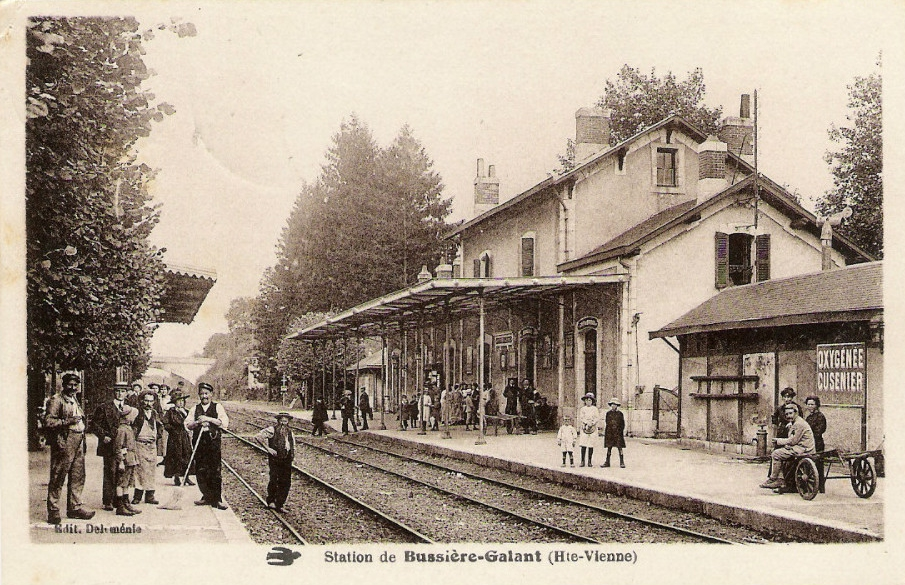
Carte postale de la gare de Bussière-Galant vers 1910.